# Eriocaulon comptonii
Eriocaulon comptonii là một loài thực vật có hoa trong họ Cỏ dùi trống. Loài này được Rendle mô tả khoa học đầu tiên năm 1921.